# Hubert Lendle
Hubert Lendle (Schöntal, 28 februari 1892 - Stuttgart, 13 oktober 1970) was een Duitse officier en Generalleutnant tijdens de Tweede Wereldoorlog.

## Leven
Op 28 februari 1892 werd Hubert Lendle als zoon van de Oberförster Konrad Lendle (1852-1902) en zijn vrouw Maria (geboortenaam Walser) (1852) in Schöntal geboren. Hij had nog drie broers en twee zusters. Van 1898 tot 1910 ging hij naar de Volksschule in Schöntal. Hierna ging hij naar het gymnasium in Heilbronn, Tübingen, Stuttgart en München (einddiploma). In 1911 ging Lendle naar de Universiteit van München. Op 24 juli 1911 trad Lendle als Fahnenjunker in dienst van de Deutsches Heer, en werd bij het 8. Württembergische Infanterie Regiment Nr.126 'Grossherzog Friedrich von Baden in Straatsburg geplaatst. Op 22 maart 1912 werd hij tot Fähnrich  bevorderd. Vervolgens werd hij op 27 januari 1913 tot Leutnant bevorderd.

### Eerste Wereldoorlog
Van 2 augustus 1914 tot 1 september 1914 was hij Zügführer  (pelotonscommandant) in het 8. Württembergische Infanterie Regiment Nr.126 'Grossherzog Friedrich von Baden. Lendle vervulde tussen 1 september 1914 en 1 oktober 1920 diverse functies als bataljons- en regimentsadjudant. Op 1 januari 1923 werd hij tot Hauptmann bevorderd.

### Interbellum
Op 31 mei 1932 verliet Lendle de dienst, en ging voor het Reichswehrministerium (ministerie van Defensie) werken (Sonderverwendung). Van 1 juni 1932 tot 31 juli 1933 kreeg hij training aan de Panzerschule Kama in Kazan (USSR). Op 1 augustus 1933 werd hij tot Major bevorderd en werd hij weer in de Reichswehr opgenomen. Hij werd bij de staf van het Kraftfahr-Bataillon 5. geplaatst, en bleef daar tot 1 maart 1934. Op 1 maart 1934 werd hij naar het Kraftfahr-Bataillon 7. overgeplaatst. Op 1 oktober 1934 werd Lendle tot commandant van het Kraftfahr-Abteilung Würzburg benoemd. Van 15 mei 1935 tot 1 juni 1935 was hij bij het Reiter-Regiment Postdam geplaatst. Vanaf 1 juni 1935 was hij mit der Führung beauftragt (m. d. F. b.)  (vrije vertaling: met het leiderschap belast) van het Reiter-Regiment Postdam belast. Op 15 oktober 1935 werd hij tot Abteilungskommandeur van het 1e bataljon van het Panzerregiment 6  (6e Pantserregiment) benoemd. Op 1 december 1935 werd Lendle tot Oberstleutnant bevorderd. Vanaf 1 februari 1938 was hij commandant van de Panzerabwehrtruppen in het Wehrkreis V  (5e militaire district) benoemd. Op 1 april 1938 werd hij tot Oberst bevorderd.

### Tweede Wereldoorlog
Van 26 augustus 1939 tot 1 december 1939 was hij commandant van het Infanterie-Ersatz-Regiment 26. Lendle voerde het commando over het 345e Infanterieregiment van 1 december 1939 tot 20 april 1940.
Bericht van het Heerespersonalamt van 27 april 1940:

Na de melding van de divisiecommandant kolonel Lendle die niet meer in staat was om zijn regiment, en daarmee tegelijk zijn zelfstandige gevechtsgroep te leiden. Hij was aan het einde van zijn mentale en fysieke kracht was. Zijn fysieke gesteldheid was verzwakt, door een verwonding aan zijn gezicht en zijn voorhoofdsholten, die hij aan een verkoudheid toeschreef als gevolg van het torpederen van zijn transportstoomschip „Wigbert”, waarbij hij voor een lange tijd in het koude water moest zwemmen.— Christian Hartmann Wehrmacht im Ostkrieg, Front und militärisches Hinterland 1941/42, p.133.

Hierna werd hij in het Führerreserve geplaatst, en verbleef daar tot 25 oktober 1940. Op 25 oktober 1940 werd Lendle tot commandant van de Truppenübungsplatz Feldahorn (militair oefenterrein) benoemd. Van 15 december 1940 tot 31 maart 1942 was hij commandant van het Infanterie-Regiment 578 (578e Infanterieregiment). Hierna werd hij weer in het Führerreserve geplaatst. Op 5 juli 1942 werd hij tot commandant van het 221. Sicherungs-Division  (221e Beveiligingsdivisie) benoemd. 
Bij het bevechten van de partizanen in het achterwaarts gelegen legergebied van het oostfront, deed Lendle het zo goed, dat hij op de voordracht van de bevelhebber van het legergroep midden tot luitenant-generaal werd bevorderd.
Op 18 november 1943 gaf Lendle zijn commando over de 221e Infanteriedivisie weer aan Generalleutnant Bogislav von Schwerin over. Hierna werd hij in het Führerreserve geplaatst, en verbleef daar tot 18 november 1944. Op 18 november 1944 kreeg Lendle het commando over de Division z.b.V. 607, hij voerde kort het commando over deze divisie. Daarna werd hij tot commandant van de Division z.b.V. 610 benoemd. Op 8 mei 1945 werd hij door het Rode Leger krijgsgevangen gemaakt. In juni 1947 werd hij weer uit het krijgsgevangenschap vrijgelaten.

## Na de oorlog
Over het verdere verloop van zijn leven is niets bekend. Op 13 oktober 1970 overleed hij in Stuttgart.

## Militaire carrière
- Generalleutnant: 1 juni 1943[3][14]
- Generalmajor: 1 april 1942[3][14]
- Oberst: 1 april 1938[3]
- Oberstleutnant: 1 december 1935[3]
- Major: 1 augustus 1933[3]
- Hauptmann: 1 januari 1923[3]
- Oberleutnant: 18 april 1916[3]
- Leutnant: 27 januari 1913[3]
- Fähnrich: 22 maart 1912[3]
- Fahnenjunker: 24 juli 1911[3]

## Onderscheidingen
- IJzeren Kruis 1914, 1e Klasse[15] en 2e Klasse[15]
- Herhalingsgesp bij IJzeren Kruis 1939, 1e Klasse (26 april 1943[15]) en 2e Klasse (26 oktober 1942[15])
- Kruis voor Oorlogsverdienste, 2e Klasse met Zwaarden op 1 april 1941[15]
- Ridder in de Militaire Orde van Verdienste (Württemberg)[15]
- Ridder der Tweede Klasse in de Orde van de Leeuw van Zähringen met Zwaarden[15]